# Ture Nerman

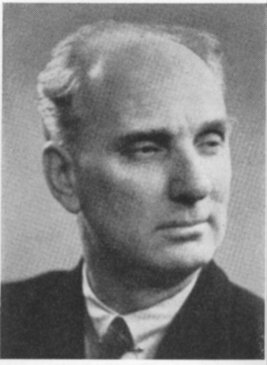
Ture Nerman

Ture Nerman (18 mai 1886, Norrköping – 7 octobre 1969) est un homme politique communiste et journaliste suédois qui écrivit aussi des poèmes et des chansons.

## Jeunesse
Nerman grandit dans la classe moyenne de la ville industrielle de Norrköping. Son père tenait une librairie et sa mère était une employée bien plus jeune qui lui donna trois garçons, Ture et ses deux jeunes frères jumeaux, l'artiste Einar Nerman et l'archéologue Birger Nerman. Le jeune Nerman dévorait les livres du magasin de son père, notamment les histoires de cowboys et d'Indiens. À 17 ans, à peine sorti des études secondaires, Ture Nerman rejeta les idées religieuses, jetant symboliquement sa bible à l'eau. C'est le rejet de la religion qui le rapprocha d'abord du socialisme. Il alla étudier à l'université d'Uppsala où il commença à fréquenter les milieux socialistes, discutant de la révolution russe de 1905 et de la séparation entre la Norvège et la Suède.
En 1907, Ture Nerman effectua son service militaire en tant que brancardier. Anti-militariste convaincu, il fut arrêté l'année suivante en possession de matériel de propagande anti-militariste illégal. Condamné à la prison dans un premier temps, sa peine fut commuée en une amende de 300 couronnes suédoises. En 1909, il s'installa dans la ville de Sundsvall où il commença à écrire pour un journal social-démocrate intitulé Nya Samhället (Société nouvelle). Il commença aussi à publier des poèmes provocateurs, tournés contre l'Église, le roi de Suède et la bourgeoisie.
Ture Nerman adhéra au Parti social-démocrate suédois dont il rejoignit rapidement l'aile gauche animée par Zeth Höglund. Il s'opposait aux positions réformistes du principal dirigeant du parti, Hjalmar Branting. En 1912, il accompagna en Allemagne le socialiste Karl Liebknecht au cours de sa campagne électorale et noua des liens d'amitié avec lui. Dans son autobiographie, Nerman raconte qu'il fut surpris et impressionné de voir que Liebknecht parlait suédois et aimait chanter des chansons de Bellman.

## Pendant la Première Guerre mondiale
En novembre 1912, Ture Nerman se rendit au congrès extraordinaire de l'Internationale socialiste tenu à Bâle à la suite du déclenchement des guerres balkaniques. Tous les dirigeants socialistes s'y prononcèrent pour une lutte internationale contre la guerre. Nerman n'en fut que plus choqué lorsque la Première Guerre mondiale éclata et que les socialistes allemands et français se rallièrent à leurs gouvernements. Il soutint Karl Liebknecht qui fut le seul député social-démocrate allemand à ne pas voter les crédits de guerre.
Début 1915, il fit une tournée de plusieurs mois aux États-Unis, finançant son voyage en écrivant pour la presse suédoise et prenant la parole dans des assemblées d'ouvriers d'origine scandinave. Avec son camarade Zeth Höglund, Ture Nerman représenta les socialistes suédois et norvégiens à la conférence de Zimmerwald, en septembre 1915. De retour en Suède, Zeth Höglund fut emprisonné pour ses activités contre la guerre, en dépit de la neutralité suédoise.

## Naissance du mouvement communiste suédois

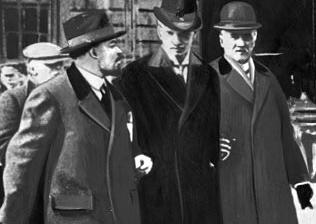
Lénine, Ture Nerman et Carl Lindhagen à Stockholm, avril 1917.

Début 1917, la lutte entre l'aile gauche et l'aile droite du parti social-démocrate aboutit à une rupture. Zeth Höglund et Ture Nerman, se considérant maintenant comme des communistes, furent exclus du parti avec d'autres personnalités radicales dont Kata Dalström, Fredrik Ström et le maire de Stockholm, Carl Lindhagen. Höglund, qui était à la tête de l'organisation de jeunesse de la social-démocratie, put rallier l'essentiel des jeunes socialistes au nouveau Parti social-démocrate de gauche, créé en mai 1917 et rassemblant près de 20 000 membres. Il se transforma bientôt en Parti communiste de Suède. Nerman contribua au lancement d'un nouveau journal communiste, le Folkets Dagblad Politiken.
Ture Nerman rencontra Lénine lors de son passage en Suède, en avril 1917, alors qu'il rentrait de son exil en Suisse. Il soutint la révolution d'octobre et appela de ses vœux une révolution similaire en Suède. À Stockholm, Nerman se lia à plusieurs personnalités communistes marquantes qui y vécurent ou y passèrent pendant la guerre : Karl Radek, Angelica Balabanova et les deux militants finlandais Yrjö Sirola et Otto Kuusinen. Il correspondait aussi avec des socialistes américains : Eugene V. Debs, John Reed (qui l'aida à écrire un livre sur la Première Guerre mondiale), Max Eastman.
Pendant l'été 1918, Ture Nerman se rendit en Russie soviétique avec Angelica Balabanova et Anton Nilson. Il rencontra Zinoviev, le dirigeant du soviet de Petrograd, qu'il connaissait depuis Zimmerwald. Il se rendit ensuite à Moscou où il fut accueilli par Kamenev et rencontra Trotsky, Boukharine et d'autres dirigeants bolchéviks. Il rentra en Suède fin octobre. Nerman fit un second séjour en Russie au printemps 1920 et il put, cette fois, rencontrer Lénine. Lors de son retour en Suède, il apprit la mort de son père. Il fit un troisième voyage en URSS en 1927, pour le dixième anniversaire de la révolution d'octobre, dans une ambiance bien différente.

## Contre le stalinisme
Ture Nerman s'opposa à la montée du stalinisme en Russie mais, quand Zeth Höglund rompit avec le parti communiste en 1924, il ne le suivit pas. La direction du parti passa à Karl Kilbom (sv) et Nils Flyg (sv). En 1929, la minorité stalinienne d'Hugo Sillén (sv) prit la tête du Parti communiste suédois avec l'appui du Comintern. Les opposants furent exclus en nombre dont Ture Nerman, Karl Kilbom et Nils Flyg. La minorité stalinienne s'empara du siège du parti et de ses archives mais la majorité des exclus conserva le contrôle du journal Folkets Dagblad Politiken.
Les exclus constituèrent sous la direction de Kilbom un parti communiste indépendant de Moscou qui prit, en 1934, le nom de Parti socialiste (Socialistiska partiet). C'est dans ce contexte que Ture Nerman fut élu en 1931 à la première chambre du Riksdag comme communiste indépendant. Il resta député jusqu'en 1937. Comme parlementaire, il eut la particularité de déclamer des discours en vers à la Chambre.
En 1937, Ture Nerman et son camarade August Spångberg se rendirent en Espagne pour soutenir les républicains espagnols en guerre contre Franco. À Barcelone, ils furent témoins des affrontements de mai 1937 voulus par les staliniens pour désarmer le POUM qui firent plusieurs centaines de victimes. Il rencontra à cette occasion le jeune Willy Brandt, futur chancelier de la République fédérale d'Allemagne. La presse stalinienne accusa Ture Nerman, qualifié de « trotskyste » et de « fasciste » d'être responsable des affrontements. Nerman écrit dans son autobiographie : « Je fus accusé à tort par les stalinistes d'avoir passé un pacte avec Hitler. Mais en réalité, guère plus d'un an plus tard, Staline lui-même devait passer un pacte avec Hitler. »
De retour d'Espagne, Ture Nerman quitta le parti communiste indépendant en pleine crise du fait de l'exclusion de Karl Kilbom par le nouveau dirigeant Nils Flyg. Pendant la Seconde Guerre mondiale, Flyg devait transformer le parti en organisation pro-nazie. Sans-parti, Nerman perdit son siège de député. Il retourna au vieux parti social-démocrate en 1939.

## Pendant la Seconde Guerre mondiale
Le 20 avril 1933, peu après l'arrivée de Hitler au pouvoir en Allemagne, Ture Nerman réclama en vain au parlement suédois le droit d'asile pour tous les juifs allemands qui voudraient venir en Suède.
Lorsque la Seconde Guerre mondiale éclata, en 1939, la Suède se déclara neutre. Mais Nerman mena fermement campagne contre le nazisme et les compromissions du gouvernement suédois, lui reprochant notamment de permettre le passage de troupes allemandes sur le territoire suédois. Il édita un hebdomadaire intitulé Trots allt! (En dépit de tout!), dont le titre reprenait celui d'un article rédigé par Karl Liebknecht à la veille de son meurtre. Le journal, régulièrement dénoncé par l'ambassade allemande de Stockholm, atteignit un tirage de 66 000 exemplaires en 1942.
Le gouvernement suédois combattit Trots allt!, l'accusant de rompre la neutralité. La censure interdit la publication de nombreux articles de Ture Nerman. Il fut même condamné à trois mois de prison pendant l'hiver 1939. Un proche collaborateur de Nerman, Israel Holmgren (sv), fut lui aussi condamné à la prison. Mais la publication était populaire et les soutiens financiers ne manquèrent pas. Le journal de Nerman fut diffusé clandestinement en Norvège occupée.
Ture Nerman eut à nouveau un siège au parlement, de 1946 à 1953. Il se retira ensuite de la vie politique. Devant sa maison flottait un drapeau rouge orné de la faucille et du marteau ce qui ne l'empêcha pas, à la fin de sa vie, de placer bien des espoirs dans l'ONU et de soutenir l'adhésion de la Suède à l'OTAN. Nerman était végétarien et il combattit l'alcoolisme dans la classe ouvrière.

## Œuvres
- Folkhatet (1918) – une étude sur la Première Guerre mondiale.
- Mänskligheten på marsch – (L'Humanité en marche) – une mise en perspective marxiste de l'histoire de l'humanité.
- Kommunisterna: från Komintern till Kominform - (Les Communistes: du Komintern au Kominform) un regard critique sur le développement du mouvement communiste international de Lénine à Staline (1949).
- Ture Nerman a écrit une biographie de Joe Hill, militant ouvrier suédo-américain et auteur de chansons politiques populaires. Ture Nerman traduisit la plupart des chansons de Joe Hill en suédois.
- Ture Nerman écrivit aussi une biographie de Cyrano de Bergerac en 1919.
- Son autobiographie en trois volumes : Allt var ungt (Tout était jeune), Allt var rött (Tout était rouge) et Trots allt! (En dépit de tout!).

- Nerman écrivit aussi un livre sur son voyage en Amérique intitulé I vilda västern (Dans l'Ouest sauvage) et un autre sur ses voyages à travers la Russie révolutionnaire appelé I vilda östern (Dans l'Est sauvage). Il est également l'auteur d'un livre sur plusieurs autres voyages politiques, en Allemagne et à Zimmerwald notamment, intitulé Röda resor (Voyages rouges).

- Nerman écrivit plusieurs volumes de poésies, principalement des poèmes d'amour et des poésies révolutionnaires, combinant parfois les deux genres, comme dans Den vackraste visan om kärleken (La plus belle chanson d'amour), qui traite d'un soldat tué pendant la guerre mondiale. Il écrivit aussi des chansons, notamment pour Ernst Rolf. Nerman travailla avec Karl Gerhard dans les années Trente.

- Enfin, Ture Nerman traduisit de nombreux textes marxistes allemands en suédois, principalement les œuvres de Franz Mehring.